# Нильсен, Тор
Тор Ни́льсен (дат. Thor Nielsen; 11 июля 1959, Копенгаген) — датский гребец-байдарочник, выступал за сборную Дании в середине 1980-х — конце 1990-х годов. Участник двух летних Олимпийских игр, двукратный чемпион мира, победитель многих регат национального и международного значения. 31 раз становился чемпионом страны (по другим данным, 61). Также известен как гребец-марафонец и тренер по гребле на байдарках и каноэ.

## Биография
Тор Нильсен родился 11 июля 1959 года в Копенгагене. Активно заниматься греблей начал с раннего детства, проходил подготовку в столичном каноэ-клубе под названием «Сундбю».
Первого серьёзного успеха на взрослом международном уровне добился в 1985 году, когда попал в основной состав датской национальной сборной и побывал на чемпионате мира в бельгийском Мехелене, откуда привёз награду бронзового достоинства, выигранную в байдарках-четвёрках на десяти километрах. Два года спустя на мировом первенстве в немецком Дуйсбурге получил серебро в двойках на десяти тысячах метрах. Благодаря череде удачных выступлений удостоился права защищать честь страны на летних Олимпийских играх 1992 года в Барселоне — в зачёте одиночных байдарок на дистанции 1000 метров финишировал в финале седьмым, тогда как в двойках на дистанции 500 метров показал в решающем заезде шестой результат.
В 1993 году Нильсен выступил на домашнем мировом первенстве в Копенгагене, где дважды поднимался на пьедестал почёта: в одиночках стал серебряным призёром на километре и чемпионом на десяти километрах. В следующем сезоне на аналогичных соревнованиях в Мехико одержал победу в программе двухместных байдарок на дистанции 1000 метров, став таким образом двукратным чемпионом мира. Будучи одним из лидеров гребной команды Дании, благополучно прошёл квалификацию на Олимпийские игры 1996 года в Атланте — стартовал здесь в двойках на пятистах и тысяче метрах — в первом случае занял в финале девятое место, во втором случае финишировал шестым.
Помимо участия в спринтерских чемпионатах мира, Нильсен на протяжении всей карьеры регулярно принимал участие в марафонских чемпионатах. Он является двукратным чемпионом мира по марафонской гребле на байдарках и каноэ (1988, 1990) с Ларсом Кохом, серебряным и бронзовым призёром мировых первенств (1998) с Каспером Сольгором, четырёхкратным обладателем Кубка мира. 12 раз выигрывал 120-километровый марафон «Тур де Гудено».
После завершения карьеры профессионального спортсмена перешёл на тренерскую работу, в частности возглавлял сборную Дании по гребле на байдарках и каноэ.